# 天王寺・岡山の戦い
天王寺・岡山の戦い（てんのうじ・おかやまのたたかい）は、慶長20年（1615年）の大坂夏の陣における戦いである。幕府方の総大将、家康・秀忠がそれぞれ天王寺口・岡山口に陣取り、豊臣方も両者を討ち取る行動を行ったため、上記の呼称が採られている。ただし豊臣方の前線大将は茶臼山・天王寺・岡山にそれぞれ展開し、幕府方もこれに対応した配陣を行ったため、主戦場はこの三つに区分される。

## 両軍の布陣
5月7日（6月3日）未明、最後の決戦のため豊臣方は大坂城を出発し、現在の大阪市阿倍野区から平野区にかけて迎撃体制を布いた。幕府方の軍勢は、夜明け頃天王寺口と岡山口から大坂城へ向け進軍を開始した。

### 豊臣方
茶臼山は真田信繁（幸村）を大将に、子の真田幸昌、一族の真田信倍ら兵3,500、茶臼山前方に信繁寄騎の渡辺糺、大谷吉治、伊木遠雄ら兵2,000、茶臼山西に福島正守、福島正鎮、石川康勝、篠原忠照、浅井長房ら兵2,500、茶臼山東に江原高次、槇島重利、細川興秋（兵数不明）、
天王寺口は四天王寺南門前には毛利勝永を大将として、木村重成勢や後藤基次勢の残兵など6,500が布陣した。
岡山口は大野治房を大将に新宮行朝、岡部則綱らが、後詰に御宿政友、山川賢信、北川宣勝ら計4,600が布陣した。なお、『日本戦史』を基にした上記の地図では岡山口の諸隊は篠山付近に展開しているが、この場合は茶臼山からの前線が斜めに長く伸び兵数に劣る豊臣方に不利となる。このため前線が狭くなる岡山付近に展開したと見るのが適当である。
茶臼山北西の木津川堤防沿いに別働隊明石全登勢300、全軍の後詰として四天王寺北東の後方に大野治長、七手組の部隊（計15,000?）が布陣した。

### 幕府方
茶臼山には、前日の戦闘で損害を負った大和路勢35,000と浅野長晟勢5,000を配したが、松平忠直勢15,000が抜け駆けをして大和路勢前方に展開し真田勢と対峙した。
天王寺口は、先鋒に本多忠朝を大将とした秋田実季、浅野長重、松下重綱、真田信吉、六郷政乗、植村泰勝ら計5,500。二番手に榊原康勝を大将とし、小笠原秀政、仙石忠政、諏訪忠恒、保科正光、丹羽長重ら計5,400。三番手に酒井家次を大将とし、松平康長、松平忠良、松平成重、松平信吉、内藤忠興、水谷勝隆、稲垣重綱、六郷政乗、松平成重ら計5,300。その後方に徳川家康の本陣15,000を置いた。さらに徳川義直（15,000）、徳川頼宣（家康本陣と同一か?）が本陣後備として布陣した。
岡山口は先鋒大将は前田利常、本多康俊、本多康紀、片桐且元ら計20,000。二番手は井伊直孝、藤堂高虎勢計7,500と細川忠興（兵数不明）。その後方に徳川秀忠の本陣23,000を置いた。一説には一番手と二番手の間に黒田長政、加藤嘉明（兵数不明）が参陣していたといわれるが詳細不明。なお開戦前に前田隊と井伊隊の間に間隙があるとして、秀忠が本陣から大番1組（高木正次組）・書院番2組（青山忠俊組・水野忠清組）を抽出して展開させた。

## 豊臣方の作戦
軍記には豊臣方はこの決戦にあたり、以下の作戦を採ったとある（『日本戦史』）。
1. 敵を四天王寺の狭隘な丘陵地に引きつけ、誘引されてきた敵を攻撃する。
2. 敵の陣形が伸びきって本陣が手薄になったところで、別働隊の明石全登を迂回して家康本陣に突入させ（あるいは別働隊が敵本陣の背後にまわったところで狼煙を上げ、それを合図に前後から敵を挟撃し）、家康を討ち取る。

また、豊臣秀頼に出馬を請い、全軍の士気を高めようとした。
一方で、合戦当日に岡山口主将大野治房へ発した軍令状には次の記述がある（慶長20年（1615）5月7日 大野主馬書状）。
1. 他の主将真田信繁・毛利勝永との合意に基づき、即時の戦闘・抜け駆けを禁じる。
2. 茶臼山から岡山の間からの出戦を禁じ、違反したら即成敗する
3. 前日の戦闘も遠方へ出陣したため不覚を取った。
4. 今日の合戦は一大事、天下分け目の戦いなので治房一人が戦功を立てても意味がないので、軍法を固く守れ。

## 天王寺口の戦い
正午頃、豊臣方大将毛利勝永の寄騎が先走り、物見に出ていた幕府方先鋒大将本多忠朝勢を銃撃した。これをきっかけに合戦が始まると、戦場は混乱に陥った。毛利勢は忠朝を討ち取り、幕府方先鋒本多勢を壊滅させる。本多勢の救援をしようと小笠原秀政、忠脩勢が駆けつけたが、毛利勢に追随する、木村重成勢の残余兵である木村宗明などから成る備による側面からの攻撃を受け忠脩は討死、秀政は重傷を負い、戦場離脱後に死亡した。毛利勢に追随する木村重成勢の残余兵である木村宗明等の備はその後、丹羽長重隊に突撃した、丹羽長重隊の老兵秀重の備は「先の戦で因縁のある」木村宗明の備に全身全霊の怒涛の突撃を見せたが、秀重は討ち死にし毛利勢に突破される。その後も丹羽長重隊は秀重の亡骸を守る為、先鋒を務めたが、先鋒に残っていた先鋒備は丹羽長重隊などの数少ない隊備の手勢のみであった。
二番手大将榊原康勝以下、仙石忠政、諏訪忠澄たちの軍勢も暫く持ち堪えるものの、毛利勢に先鋒大将本多忠朝を討ち取られ、木村宗明勢に小笠原忠脩を打ち取られた上に、丹羽長重隊が突破された混乱に巻き込まれて二番手も壊乱した。
先鋒・二番手の敗兵が雪崩込んだ三番手大将酒井家次以下の軍勢も同様の事態に陥ったことで、家康本陣は無防備となった。
真田信繁は指揮下の兵を先鋒、次鋒、本陣等数段に分け、天王寺口の先鋒大将松平忠直勢と交戦していたが、天王寺口・茶臼山の一番手総大将水野勝成勢の救援に気づかずに松平勢は真田勢の陣を抜くと大坂城に直進し、入れ違う形で真田勢は家康本陣方向へ進出した。さらに浅野長晟が寝返ったと虚報を流して幕府方の動揺を誘い、これに乗じて毛利勢に苦戦する家康本陣へ近づき3回にわたって突撃を繰り返した。
これらの攻勢によって家康本陣は混乱状態に陥った。3里も逃げた旗本がいたという混乱の中で、三方ヶ原の戦い以降、倒れたことのなかった家康の馬印を旗奉行は倒した上に家康を見失い（後に旗奉行は詮議され、閉門処分となる）、騎馬で逃げる（一説には平野方面に逃げたともいわれる）家康自身も切腹を口走り、文殊院勢誉に制止されたという（実際には勢誉はこの2年前に死去しているので俗説）。しかし豊臣方の損害も決して少なくなく、数で勝る幕府方に次第に追い詰められていった。水野勝成の性格を知る徳川家康はこれに先立って「将であるから昔のように自ら先頭に立って戦ってはならない」と厳しく命じていたが、戦況を重く見た一番手総大将水野勝成大和路勢は勝成が自ら一番槍を取った、水野勝成はこれを叱責。槍を手に自ら先陣に立ってこれを押しとどめ、彼の救援に天王寺口・茶臼山の一度は崩された諸将の軍勢も陣を立て直して豊臣方を側面から攻め立て始めた。
信繁は安居神社で休息をとっていたところを松平忠直勢に討ち取られ、大谷吉治も戦死、御宿政友は重傷を負った。豊臣方で唯一組織的な戦闘を続けていた毛利勢も真田勢が壊滅すると四方から集中攻撃を受けることになり城内に撤退した。
別働隊の明石全登は天王寺口の友軍が敗れたことを知ると天王寺口・茶臼山の水野勝成勢に突撃した後姿を消した。
『徳川実紀』『大坂記』によれば、水野勝成勢が明石全登勢を撃退した際に明石全登は水野勝成家臣・汀三右衛門に討ち取られ、水野勝成も自ら2つの首級をあげ、大坂城桜門に一番旗を立てたとされている。

## 岡山口の戦い
徳川秀忠は天王寺方面の銃声を聞き進撃命令を出した。立花宗茂は秀忠本陣が突出しては敵の突擊を誘うため後退すべきと建言したが聞き入れられなかった。戦闘が始まると先鋒の前田勢は大野治房勢に崩され、これを支援するために二番手井伊直孝、藤堂高虎勢が動く。この陣立ての乱れに乗じた大野勢が秀忠本陣に殺到し、旗本先手の土井利勝勢が崩れ一時大混乱となった。秀忠自身が鑓を手に取り戦おうとするのを、本多正信が大局的に見れば味方は勝っており将軍自ら手を下す必要はないと諫め止めたという。
黒田長政、加藤嘉明勢によって敵を防ぎつつ秀忠は本陣を後退させようとしたが、立花は敵は疲態でこれ以上の攻撃できず、また後退すると士気が下がると再び建言した。旗奉行三枝昌吉が旗を立て直すと散っていた将兵が集まりだし、次第に秀忠軍は攻勢をはね除け反撃に転じ始めた。
大野治房は、敗兵を収容しつつ城内に撤退した。
この間、後詰大野治長、七手組は秀頼の出馬を待っていたが、淀殿の説得に手間取り秀頼が出馬した頃には家康、秀忠本陣に突撃した豊臣方の軍勢はすでに撃退されていた。体勢を立て直した幕府方の圧倒的兵力と火力の前に豊臣方の陣立ては15時頃には崩れ、毛利勝永指揮の殿のもとに城内へ総退却した。

## 同時代の記録
- 『駿府記』

五月七日、寅刻（午前四時頃）に将軍家（秀忠）が大坂方面へ出立、大御所は卯刻（午前六時頃）に平野天神森を出立、茶臼山辺で巳刻（午前十時頃）に合戦が始まり、大坂勢が敗北した。大坂勢は真田信繁・明石全登・長曽我部盛親・仙石秀範・大野治房・大野治胤・真木島昭光、また七手組頭の堀田盛重・真野助宗・伊東長実・中島氏種・野々村雅春・青木一重・速水守久等数万人が入り乱れ、敵はことごとく敗北した。幕下（江戸幕府）では本多忠朝・小笠原秀政・小笠原忠脩・安藤重能・松平正勝・織部重久・野一色助重・神保相茂・奥田忠次等が討ち死にした。
未刻（午後二時）まで戦いが行われ、関東勢（秀忠勢）が少し敗北したが、幕府（秀忠）自身が指揮を執り前進を命じた。馬の口取りが押し留めようとしたが、これを振り払い左右を勇気づけた。これにより諸軍は勇んで進んだ。
また松平忠直勢より大野治長の屋敷が放火され、その火が移り（大坂城）二の丸・本丸が残らず焼けた。敵は都合二万余りを討ち取った。
未刻、大御所は茶臼山に移動、幕下（秀忠）も同所に移り、諸軍は思い切りが良かったと幕下が述べると、大御所は幕下の比類なきお手柄故と返し、たいへん感動し涙を流した。その後、幕下は岡山へ帰った。
- 『本光国師日記』

同七日、大坂城が落城してことごとく焼失した。大御所様・将軍様・旗本衆は合戦で共に手柄を立て、大坂勢はことごとく討ち死にした。
- 『言諸卿記』

五月七日癸丑、天晴、大坂が落城した。天王寺にて度々真田が武勇を成すが、その後討ち死した。将軍様方は本多忠朝・小笠原秀政・小笠原忠脩他、数人が討ち死にした、大坂の街城は残らず焼けた。
- 五月七日付細川忠興書状

今日五月七日午の下刻（午後一時頃）、大坂へ少々進軍した所、茶臼山より岡山まで絶え間なく七・八万も（敵が）いた。この方（味方）の兵を立て、こちらよりひたすら強引に合戦を始めた所、戦闘が数刻続いた。半分はこの方が、半分は大坂方が勝っていたが、この方の人数が多かったので勝利し、（敵を）残らず討ち取った。数度の戦闘は中々想定外で、本多忠朝も討ち死、小笠原秀政も負傷した。この点から（戦況を）想像してほしい。先に書いたように（忠興は）鉄砲頭三人、その他小姓だけで大坂へ向かい合戦にあった。